# Daniel Volráb
Daniel Volrab (Děčín, 1983. március 11.–) cseh profi jégkorongozó.

## Pályafutása
Komolyabb junior karrierjét a cseh extraliga U18-as korosztályában kezdte 1999-ben. Ekkor a HC Sparta Praha csapatában játszott. Még ebben a bajnoki évben felkerült az U20-asok közé. A következő szezont is az U20-asok ligájában játszotta. Részt vett a 2001-es U18-as világbajnokságon. 2001-ben átkerült a tengerentúlra, a kanadai WHL-be és 2003-ig a Saskatoon Blades tagja volt. A 2001-es NHL-drafton a Dallas Stars választotta ki a negyedik kör 126. helyén. A kanadai kitérő után visszament hazájába és 2003-ban még a korosztályos bajnokságban játszott a HC Slovan Usti nad Labem csapatában majd megkezdte felnőtt pályafutását a IHC Pisekben a cseh első ligában. Szintén ebben az évben egy mérkőzést még játszott HC Slovan Usti nad Labemben és ezután szülővárosa csapatába a HC Decinbe igazolt. 2004-05-ben tagja volt a HC Hradec Kralove-nak, a NED Hockey Nymburknak és a HC Decinnek. 2005-08 között csak az első ligás HC Hradec Kralove-ben játszott majd ismét visszaigazolt a HC Decinbe. Jelenleg a HC Hradec Kralove-nek a tagja.

## Külső hivatkozások
- Statisztika
- Statisztika